# Морфология русского языка
Морфоло́гия ру́сского языка́ — одна из дисциплин русистики, изучающая структуру значимых единиц русского языка. Представляет собой (наряду с синтаксисом) один из двух разделов русской грамматики. Другим значением морфологии является система изменяемых форм слов (парадигмы) со всеми их морфонологическими вариантами, а также грамматическими значениями, принадлежащие русскому языку.

## История морфологического строя
Морфологический строй русского языка в целом сохраняет свои основные характеристики в течение всего периода существования русского языка. При неизменности морфологических категорий отмечаются тем не менее некоторые их внутренние преобразования. Так, например, при сохранении в целом категории числа произошла утрата двойственного числа с соответственным изменением именных и глагольных парадигм. При сохранении системы склонения отмечается утрата звательной формы и унификация флексий некоторых падежных форм имени существительного. При сохранении категории времени глагола произошла утрата значений аориста и имперфекта. Кроме того, в процессе развития русской морфологии была сформирована категория одушевлённости / неодушевлённости.
В имени существительном число типов склонения в процессе развития русского языка изменилось с шести до трёх. Реликты форм двойственного числа сохранились во множественном числе парных предметов с окончанием -и: плечи, очи, колени, уши. Остатки звательного падежа сохранились в нескольких книжных или разговорных формах: боже, отче, княже, старче, друже. Во фразеологизмах встречаются архаические формы падежей, например, флексии предложного падежа в случаях типа притча во языцех. С XVIII века в русском языке наблюдается рост несклоняемых существительных в основном за счёт заимствований на гласную и аббревиатур.
В процессе исторического развития имени прилагательного было утрачено древнерусское деление прилагательных на именные (добръ, добра, добро; синь, синя, сине) и местоименные, объединяющие именные прилагательные с указательными местоимениями мужского (и), женского (я) и среднего рода (е): добръи (преобразовавшееся в добрый), добрая, доброе; синий, синяя, синее. Из местоименных развились современные полные формы прилагательных, именные совпали с краткими и утратили склонение. Падежные формы кратких прилагательных в современном русском языке изредка встречаются в фольклоре и фразеологизмах: на босу ногу, средь бела дня, по белу свету, от мала до велика, красну девицу, добра молодца. В древнерусский период сравнительная степень была характерна как для полных, так и для кратких прилагательных (добрҍе, хужии, болии), и те и другие изменялись по родам, числам и падежам. Полные формы образовывались сочетанием краткой формы степени сравнения с указательными местоимениями и, я, е: добрҍи, позднее по аналогии с косвенными падежами — добрҍиший. Краткие формы перестали склоняться, а полные формы среднего рода на -е, -ее и -ше стали формой сравнительной степени современного русского языка. Формы на -ейший, -айший приобрели значение превосходной степени. До XIX века архаическую форму сравнительной степени сохраняли прилагательные старший и младший, до настоящего времени прилагательные большой — больший, малый — меньший, горький — горший.
Числительное как самостоятельная часть речи, характеризующаяся собственными флексиями, своей категориальной и синтаксической особенностью оформилось не ранее XIII—XIV веков. Ранее названия чисел от одного до четырёх относились к категории имени прилагательного, а от пяти и далее — к категории имени существительного.
В истории морфологического строя русского языка местоимения изменились сравнительно мало. Отмечается утрата форм двойственного числа, утрата энклитик (ми, ти, си; мя, тя, ся; ны, вы), развитие местоимения тот путём удвоения указательного местоимения тъ, до XIX века просуществовало различие форм личного местоимения 3-го лица множественного числа по роду (оне — женский род и они — мужской и средний род), а также сохранялись два варианта местоимения 3-го лица единственного числа женского рода в форме родительного падежа — её и ея.
Параллельно упрощениям глагольных времён, прежде всего прошедших, в системе глагола развилось грамматическое противопоставление совершенного и несовершенного вида. Относительно новыми по происхождению являются аналитические формы будущего времени несовершенного вида, образованные с помощью вспомогательного глагола быть и инфинитива основного глагола (буду читать). В атрибутивных формах глагола произошло выделение из причастий особой полупредикативной формы — деепричастия.
Основные изменения русской морфологии происходили в древнерусский и старорусский исторический периоды, прежде всего в XIII—XV веках.

## Общие сведения
Русский — язык преимущественно флективный, синтетический, для него характерна развитая система словоизменения с помощью прежде всего окончаний (флексий) и (реже) суффиксов.
Имеются редко встречающиеся черты агглютинации: постфиксы -ся / -сь, -те.
Словоформы в русском языке представлены преимущественно синтетическим типом — из нескольких (чаще от двух до четырёх) морфов.
Наряду с синтетическим (внутрисловным) выражением грамматических значений слов встречается и аналитическое (вне пределов
слова, средствами контекста). Значения грамматических категорий могут выражаться не только в формах слова одной части речи, но и при помощи согласуемых с ними слов, построения конструкции предложения. Иногда аналитические конструкции могут выступать как единственно возможные — формы «будущего сложного» времени глаголов несовершенного вида (буду говорить), сослагательного наклонения (говорил бы), выражение категорий существительных общего рода (круглый сирота — круглая сирота), pluralia tantum, несклоняемых существительных и т. д.
В русском языке все слова принадлежат обширным грамматическим классам — частям речи. Слова, относящиеся к одной части речи, обладают:
- общим значением всех слов данного класса независимо от их лексических и морфологических значений;
- одинаковым набором морфологических признаков;
- общей системой (тождественной организацией) парадигм;
- одинаковыми синтаксическими функциями.

Выделяют три типа частей речи: знаменательные (полнозначные, самостоятельные), служебные и междометия.
Знаменательные части речи служат для обозначения предметов, признаков, процессов и других явлений окружающей внеязыковой действительности. Такие слова обычно являются самостоятельными членами предложения, несут на себе словесное ударение и этим отличаются от служебных слов. Знаменательные части речи делятся на слова, называющие предметы, признаки, количества (имя существительное, имя прилагательное, имя числительное, глагол и наречие) и слова, указывающие на предметы,
признаки, количества, но не называющие их (местоимение). Разграничены следующие части речи данного типа:
| Часть речи          | Грамматическое значение                                         | Морфологические категории | Морфологические категории                                                                    |
| Часть речи          | Грамматическое значение                                         | постоянные                | переменные                                                                                   |
| ------------------- | --------------------------------------------------------------- | ------------------------- | -------------------------------------------------------------------------------------------- |
| Имя существительное | предмет                                                         | род                       | число, падеж                                                                                 |
| Имя прилагательное  | непроцессуальный признак предмета                               |                           | род, число, падеж, степень сравнения                                                         |
| Числительное        | количество                                                      |                           | падеж, род                                                                                   |
| Глагол              | процесс (действие, состояние)                                   | вид                       | залог, наклонение, время, лицо, число, род (в прошедшем времени и сослагательном наклонении) |
| Наречие             | непроцессуальный признак действия, предмета, качества, свойства |                           | степень сравнения                                                                            |
| Местоимение         | указание на предмет                                             |                           | род, число, падеж                                                                            |

Служебные части речи (частицы, союзы, предлоги) не называют явлений действительности, а указывают на отношения, существующие между этими явлениями. Они не являются самостоятельными членами предложения, обычно не имеют словесного ударения. Служат для выражения различных синтаксических отношений (предлоги и союзы), а также для образования аналитических форм или для выражения синтаксических и модальных значений предложения (частицы).
Междометия (ах!, ура! и другие) составляют особую группу слов и выражают (но не называют) чувства говорящего.
Помимо указанных десяти иногда выделяются и другие части речи, статус которых не является общепризнанным. Так, например, в качестве особой знаменательной части речи выделяют так называемые предикативы, или слова «категории состояния». В отдельные части речи некоторыми исследователями русской грамматики выделяются также причастие и деепричастие.

## Части речи

### Имя существительное
Имя существительное — знаменательная часть речи, называющая предмет. Характеризуется грамматической категорией рода, изменяется по числам и падежам (кроме некоторых групп слов, так, например, существительные
pluralia tantum не имеют категории рода и не изменяются по числам). С формальной точки зрения синтаксические функции существительного — это функции подлежащего, именного сказуемого и дополнения. С точки зрения семантики функции существительного в предложении — это выражение субъекта действия или состояния, объекта действия или состояния, предикативного признака, атрибута, обстоятельственного квалификатора.
Выделяют нарицательные и собственные имена существительные.
Категория рода в имени существительном является несловоизменительной. Помимо существительных трёх основных родов (мужского, женского и среднего) выделяется группа слов общего рода (сирота, плакса, недотрога), обладающая признаками мужского и женского рода. Различия по роду выражаются только для форм единственного числа морфологически (с помощью флексий) и синтаксически (пс помощью согласуемых с существительными слов).
В русском языке отмечается два разряда существительных: одушевлённые (названия лиц и животных) и неодушевлённые (все остальные существительные, включая собирательные существительные — названия групп людей и животных — народ, стая). Кроме лиц и животных к одушевлённым существительным относят также такие слова, как кукла, мертвец, идол и другие. Одушевлённость выражается совпадением формы винительного падежа с формой родительного падежа для всех одушевлённых существительных во множественном числе и для слов мужского рода I склонения в единственном числе. Те же формы у неодушевлённых существительных совпадают с формой именительного падежа. Синтаксически одушевлённость / неодушевлённость существительных выражена формой винительного падежа согласуемых слов, включая (только для одушевлённых существительных) числительные два, двое, оба, три, трое, четыре.
Категория числа строится как противопоставление существительных единственного и множественного числа. Формы двойственного числа, присущие древнерусскому языку, утрачены, сохраняются лишь остаточные явления: формы множественного числа названий парных предметов: берега, бока, уши, плечи. Имеются группы существительных с абстрактным, собирательным, вещественным значениями, имеющие формы только единственного числа singularia tantum: толщина, зверьё, молоко, или только множественного числа pluralia tantum: хлопоты, финансы. Синтаксически категория числа выражена числовой формой согласуемого или координируемого слова (для несклоняемых существительных синтаксический способ — единственный: новое пальто — новые пальто, одно пальто — три пальто).
Отношение имён существительных к другим словам в словосочетании и предложении выражается падежными формами — противопоставляются шесть падежей, различающихся флексиями. Выражение падежных форм существительных дублируются формами падежей согласуемых с ними прилагательных и подобных им слов. Именительный падеж рассматривается как прямой, все остальные — как косвенные. Являясь управляемыми формами, косвенные падежи могут выступать как в сочетании с предлогами (предложно-падежные формы), так и без них (беспредложные формы). Всегда беспредложный только один падеж — именительный; всегда употребляется только с предлогами также только один падеж — предложный; родительный, дательный, винительный и творительный падежи употребляются ка с предлогами, так и без них.
Помимо изменения флексий склонение может сопровождаться изменением основ (мать — матери, время — времени, чудо — чудеса, брат — братья, телёнок — телята), беглостью гласных корня (день — дня, сон — сна, рывок — рывка), переносом ударения (стена́ — сте́ны, го́луби — голубе́й).
Именительный падеж в предложении выражает значение субъекта действия или состояния, в слове, выполняющем функцию подлежащего: Книга мне нравится; значение предикативного определения субъекта — в слове, выполняющем функцию сказуемого: Мой брат — студент. В пределах текста (как обособленный член предложения или отдельное предложение), в диалогических репликах именительный падеж может использоваться в функции главного члена самостоятельного односоставного (назывного) предложения, обращения, вводимой темы высказывания, ответной реплики, имеющей целью назвать предмет. Именительный падеж используется, кроме того, для выполнения функции названия, в частности, в словарях, в перечнях (списках) предметов, в надписях, в заглавиях произведений и т. п.
Для родительного падежа характерны следующие значения:
- принадлежности (в приименной позиции);
- прямого объекта:
  - при глаголах с отрицанием (вместо винительного падежа при переходном глаголе);
  - при некоторых глаголах — и без отрицания;
  - при отглагольных существительных со значением действия;
- значение субъекта при отглагольных существительных со значением действия или состояния;
- количественное — в различных случаях обозначения количества предметов, степени проявления признака в предмете, ограниченного объёма вещества или совокупности однородных предметов, а также их полного отсутствия;
- определительное значение;
- временно́е обстоятельственное значение.

Дательный падеж выражает значение адресата (Послать письмо отцу); значение субъекта состояния — в безличных предложениях (Брату нравится путешествовать).
Для винительного падежа основным значением является значение прямого объекта: рубить дрова, знать английский язык. Кроме этого, винительный падеж может выражать значение субъекта состояния — в безличных предложениях при некоторых глаголах: Его влекло на север; значение меры и степени проявления действия, состояния: Отдыхал каждую зиму в горах, стоить рубль.
Основные значения творительного падежа:
- орудие действия: разрезать ножом;
- прямого объекта — при некоторых глаголах: управлять автомобилем, владеть имуществом;
- предикативного определения — в функции именного сказуемого: Он будет врачом;
- субъектное значение — в пассивной конструкции предложения: Дом строится бригадой рабочих;
- обстоятельственные значения: места (идти лесом); времени (раннею весной); образа действия (петь басом); меры и степени (целыми днями); уточняющего признака — в приименной позиции (высокий ростом)[23].

Предложный падеж выражает изъяснительное (разновидность объектного значения) и обстоятельственное значение места.
Помимо шести падежей сохраняются остатки форм древнего звательного падежа (Боже, Господи, отче), в современном русском языке звательный вытеснен именительным падежом..
Кроме того, ряд исследователей русского языка, в частности, А. А. Зализняк, выделяет такие падежные формы, как второй родительный, второй предложный, второй винительный и другие. Так как данные формы характеризуются узкой семантикой, охватывают ограниченный круг слов и не представлены во множественном числе, их статус является спорным. Соответственно, вопрос о наличии в русском языке более шести падежей является дискуссионным.
Выделяют три типа склонения существительных русского языка. Наиболее чётко данные типы различаются в формах единственного числа:
- I тип склонения — существительные мужского рода с нулевой флексией в именительном падеже единственного числа: стол, конь; среднего рода с флексией /-о/ (на письме -о и -е): окно, поле; мужского рода с флексией /-о/: домишко, волчище, подмастерье;
- II склонения тип склонения — существительные женского, мужского и общего рода с флексией /-а/ (на письме -а и -я) в именительном падеже единственного числа: карта, земля, юноша, сирота;
- III тип склонения — существительные женского рода с основой на мягкую согласную или на шипящую и с нулевой флексией в именительном падеже единственного числа: область, ночь и т. п.; существительное мужского рода путь; существительные среднего рода бремя, время, вымя, знамя, имя, племя, пламя, семя, стремя, темя и дитя.

Парадигма падежных форм существительных единственного числа:
| Падеж        | I тип склонения | I тип склонения | I тип склонения | I тип склонения | II тип склонения | II тип склонения | II тип склонения | III тип склонения | III тип склонения | III тип склонения |
| ------------ | --------------- | --------------- | --------------- | --------------- | ---------------- | ---------------- | ---------------- | ----------------- | ----------------- | ----------------- |
| Именительный | стол            | конь            | окно            | поле            | карта            | земля            | сирота           | степь             | путь              | имя               |
| Родительный  | стола           | коня            | окна            | поля            | карты            | земли            | сироты           | степи             | пути              | имени             |
| Дательный    | столу           | коню            | окну            | полю            | карте            | земле            | сироте           | степи             | пути              | имени             |
| Винительный  | стол            | коня            | окно            | поле            | карту            | землю            | сироту           | степь             | путь              | имя               |
| Творительный | столом          | конём           | окном           | полем           | картой, -ою      | землёй, -ёю      | сиротой, -ою     | степью            | путём             | именем            |
| Предложный   | (о) столе       | (о) коне        | (об) окне       | (о) поле        | (о) карте        | (о) земле        | (о) сироте       | (о) степи         | (о) пути          | (об) имени        |

У целого ряда существительных I склонения мужского рода в родительном падеже наряду с окончанием -а употребляется окончание -у: чаю, сахару, шёлку (в основном в количественно-ограничительном значении: мало сахару, чашка чаю).
У многих существительных в предложном падеже отмечаются ударные окончания -у́ (I склонения мужского рода) и -и́ (III склонения женского рода): в лесу́, в пруду́, на берегу́, в году́, в степи́, на двери́.
Для существительных I склонения мужского рода на -ий и среднего рода на -ие в предложном падеже и для существительных II склонения на -ия в дательном и предложном падеже характерно окончание -и: о санатории, о знании, к линии, о линии.
Существительные на -ишко и -ище имеют вариантные формы косвенных падежей по I и II склонениям:
домишка и домишки — в родительном, домишку и домишке — в дательном, домишком и домишкой — в творительном падежах.
Окончания существительных II склонения в форме творительного падежа -ою встречается преимущественно в словах, используемых в поэтической литературе.
Парадигма падежных форм существительных множественного числа:
| Падеж        | мужской род | мужской род | мужской род | средний род | средний род | средний род | женский род, общий род | женский род, общий род | женский род, общий род | женский род, общий род |
| ------------ | ----------- | ----------- | ----------- | ----------- | ----------- | ----------- | ---------------------- | ---------------------- | ---------------------- | ---------------------- |
| Именительный | столы       | кони        | бояре       | окна        | поля        | имена       | карты                  | земли                  | сироты                 | степи                  |
| Родительный  | столов      | коней       | бояр        | окон        | полей       | имён        | карт                   | земель                 | сирот                  | степей                 |
| Дательный    | столам      | коням       | боярам      | окнам       | полям       | именам      | картам                 | землям                 | сиротам                | степям                 |
| Винительный  | столы       | коней       | бояр        | окна        | поля        | имена       | карты                  | земли                  | сирот                  | степи                  |
| Творительный | столами     | конями      | боярами     | окнами      | полями      | именами     | картами                | землями                | сиротами               | степями                |
| Предложный   | (о) столах  | (о) конях   | (о) боярах  | (об) окнах  | (о) полях   | (об) именах | (о) картах             | (о) землях             | (о) сиротах            | (об) степях            |

Существительные pluralia tantum склоняются как формы множественного числа.
Для целого ряда существительных I склонения мужского рода в именительном падеже характерно окончание -а или -е: стулья, друзья; ребята; господа и хозяева; года, дома, края; адреса, учителя и т. д. (для некоторых слов формы на -а являются вариантными и стилистически окрашенными: годы / года, тракторы / трактора); молдаване, крестьяне; бояре.
Ряд существительных I склонения среднего рода имеют в именительном падеже флексию -и: яблоки; колени, плечи.
Существительные на -ишко имеют формы именительного падежа с окончанием -и (домишки) и родительного падежа с нулевой флексией (домишек).
Для слов на -ище характерны вариантные формы именительного падежа (домища / домищи) и форму родительного падежа
с нулевой флексией (домищ).
У слов с нулевой флексией в именительном падеже единственного числа — флексия в родительном падеже множественного числа ненулевая (-ов или -ей), у слов с ненулевой флексией в именительном падеже единственного числа — нулевая.
Некоторые слова I склонения мужского рода имеют в родительном падеже нулевую флексию: крестьян; ребят; ботинок, глаз; грамм; человек (в сочетании с числительными: семь человек), солдат; мужей (-ей входит в основе). У некоторых из этих слов есть вариантные формы: сапог / сапогов.
Флексия родительного падежа -ей отмечается после парных мягких согласных и шипящих (ножей, жителей), но не после согласной /j/ (музей — музеев). Среди слов II склонения флексия -ей встречается чаще всего у ряда слов с основой на сочетание согласных: цаплей, пригоршней, а также у ряда слов мужского рода: юношей, дядей. Наблюдаются также вариантные формы: свечей / свеч.
Форма родительного падежа на -ов отмечается у слов I склонения среднего рода: деревьев, перьев; очков; плечиков; облаков, судов.
Для ряда одушевлённых существительных характерно совпадение форм именительного и винительного падежей: выбрать в депутаты, пойти в матросы.
Некоторые существительные в форме творительного падежа имеют окончание -ми́: людьми, детьми, с вариативными формами дочерьми / дочерями, лошадьми / лошадями.
При образовании падежно-числовых форм существительных возможны следующие изменения:
- суффиксов основ: -онок в единственном числе > -ат(а) во множественном числе (волчонок — волчата); -ок > -ат(а) (щенок / щенята); -ин > -ев- (хозяин — хозяева)[29];
- расширение основ за счёт суффиксов, отсутствующих в основе именительного падежа единственного числа: брат — братья, кол — колья; дерево — деревья (с альтернациями перед /j/ — /к/ ~ /ч/ (клок — клочья) и /г/ ~ /з’/ (друг — друзья); сын — сыновья; время — времена; мать — матери; небо — небеса; дитя — дитяти, дитятей (устаревшие формы косвенных падежей); интерфикс -у- в сложных словах с первым компонентом пол- (полдень — полудня)[30][31];
- усечение основы именительного падежа единственного числа в других формах за счёт суффиксов: -анин в единственном числе > -ан(е) во множественном числе (горожанин — горожане); -ин > -е, -ы, -а (боярин — бояре, болгарин — болгары, господин — господа́); особые случаи — судно — суда, цветок — цветы, курица — куры[32];
- супплетивные основы в словах: ребёнок — дети, человек — люди в именительном падеже, год — лет в родительном падеже[32].

Ряд существительных склоняются по адъективному типу: портной, лесничий, запятая, включая субстантивированные прилагательные и причастия и фамилии типа Петровский, Иванов, Бородин. Ряд существительных являются несклоняемым: многие слова иноязычного происхождения, оканчивающиеся на гласную (пальто, радио, какао, в том числе имена собственные — Гёте, Золя, Чикаго); фамилии на -ко типа Шевченко; женские фамилии на согласную (Гринберг, Засулич); буквенные аббревиатуры и звуковые аббревиатуры на гласную (СНГ, ЭВМ, ГАИ, гороно); сложносокращённые слова типа завкафедрой, комроты. Как склоняемые и несклоняемые употребляются звуковые аббревиатуры на согласную (работать в МИД и в МИДе) и названия населённых пунктов на -ово, -ино, -ыно (жить в Одинцово и в Одинцове).

### Имя прилагательное
Имя прилагательное, выражающее значение непроцессуального признака предмета, характеризуется словоизменительными категориями рода, числа и падежа. По значению прилагательные делят на качественные и относительные. Качественные прилагательные обозначают признаки предмета, способные проявляться с разной степенью интенсивности (белый, молодой, яркий), относительные прилагательные обозначают признаки предмета через его отношение к другому предмету (дверной, весенний), процессу (плавательный, лечебный) или признак (прежний, вчерашний). Для качественных прилагательных характерна категория степени сравнения (положительная, сравнительная и превосходная, при этом прилагательные положительной степени имеют полные и краткие формы). В состав относительных входит группа притяжательных прилагательных. В широком понимании по сходству словоизменения в состав класса прилагательных включают также порядковые числительные (первый, второй) и местоименные прилагательные (такой, любой). С формальной точки зрения синтаксические функции прилагательного — это согласованное определение при существительном и именное сказуемое. С точки зрения семантики функции прилагательного в предложении — выражение атрибута и предикативного признака.
Родовые формы прилагательного указывают на род того существительного, с которым они согласуются (в словосочетании) или координируются (в предложении). Также родовые формы прилагательного могут указывать на пол лица, например, в сочетании с существительными общего рода: маленький плакса — маленькая плакса.
Форма винительного падежа прилагательных синтаксически выражает одушевлённость / неодушевлённость существительных: увидел знакомого студента, старых друзей — увидел знакомое место, старые дома.
Число прилагательных является показателем синтаксической связи между прилагательным и определяемым словом. В ряде случаев форма множественного числа прилагательного употребляется с существительными в единственном числе: при одновременной отнесённости признака к нескольким предметам — строгие мама и папа; в конструкциях с числительными два, три, четыре — два кирпичных столба.
Падежные формы прилагательных зависят от падежных форм существительных, дублируя их выражение. Склоняются только полные формы прилагательных, краткие — не склоняются. Отличаются от основного типа склонения (адъективного) падежные формы прилагательных с суффиксом -ин (дядин), -ий (волчий) и -ов (отцов), относящиеся к смешанному (местоименному и притяжательному) типу. Особое место занимают несклоняемые прилагательные (цвет беж, цвет хаки, вес брутто) с нулевым склонением.
Склонение прилагательных с твёрдой основой на примере слов молодой и белый:
| Падеж        | Падеж        | Единственное число      | Единственное число      | Единственное число        | Множественное число     |
| Падеж        | Падеж        | Мужской род             | Средний род             | Женский род               | Множественное число     |
| ------------ | ------------ | ----------------------- | ----------------------- | ------------------------- | ----------------------- |
| Именительный | Именительный | молодой / белый         | молодое / белое         | молодая / белая           | молодые / белые         |
| Родительный  | Родительный  | молодого / белого       | молодого / белого       | молодой / белой           | молодых / белых         |
| Дательный    | Дательный    | молодому / белому       | молодому / белому       | молодой / белой           | молодым / белым         |
| Винительный  | неодуш.      | молодой / белый         | молодое / белое         | молодую / белую           | молодые / белые         |
| Винительный  | одуш.        | молодого / белого       | молодое / белое         | молодую / белую           | молодых / белых         |
| Творительный | Творительный | молодым / белым         | молодым / белым         | молодой, -ою / белой, -ою | молодыми / белыми       |
| Предложный   | Предложный   | (о) молодом / (о) белом | (о) молодом / (о) белом | (о) молодой / (о) белой   | (о) молодых / (о) белых |

Склонение прилагательных с мягкой основой и основой на заднеязычные согласные /к/, /г/, /х/ на примере слов синий и дикий:
| Падеж        | Падеж        | Единственное число    | Единственное число    | Единственное число      | Множественное число   |
| Падеж        | Падеж        | Мужской род           | Средний род           | Женский род             | Множественное число   |
| ------------ | ------------ | --------------------- | --------------------- | ----------------------- | --------------------- |
| Именительный | Именительный | синий / дикий         | синее / дикое         | синяя / дикая           | синие / дикие         |
| Родительный  | Родительный  | синего / дикого       | синего / дикого       | синей / дикой           | синих / диких         |
| Дательный    | Дательный    | синему / дикому       | синему / дикому       | синей / дикой           | синим / диким         |
| Винительный  | неодуш.      | синий / дикий         | синее / дикое         | синюю / дикую           | синие / дикие         |
| Винительный  | одуш.        | синего / дикого       | синее / дикое         | синюю / дикую           | синих / диких         |
| Творительный | Творительный | синим / диким         | синим / диким         | синей, -ею / дикой, -ою | синими / дикими       |
| Предложный   | Предложный   | (о) синем / (о) диком | (о) синем / (о) диком | (о) синей / (о) дикой   | (о) синих / (о) диких |

Склонение прилагательных с суффиксом -ов по притяжательному типу на примере слова отцов:
| Падеж        | Падеж        | Единственное число | Единственное число | Единственное число | Множественное число |
| Падеж        | Падеж        | Мужской род        | Средний род        | Женский род        | Множественное число |
| ------------ | ------------ | ------------------ | ------------------ | ------------------ | ------------------- |
| Именительный | Именительный | отцов              | отцово             | отцова             | отцовы              |
| Родительный  | Родительный  | отцова             | отцова             | отцовой            | отцовых             |
| Дательный    | Дательный    | отцову             | отцову             | отцовой            | отцовым             |
| Винительный  | неодуш.      | отцов              | отцово             | отцову             | отцовы              |
| Винительный  | одуш.        | отцова             | отцово             | отцову             | отцовых             |
| Творительный | Творительный | отцовым            | отцовым            | отцовой, -ою       | отцовыми            |
| Предложный   | Предложный   | (об) отцовом       | (об) отцовом       | (об) отцовой       | (об) отцовых        |

Прилагательные с основой на -ин, -ий изменяются по местоименному типу, имея отличные от адъективного типа флексии в именительном (дядин, дядино, дядина, дядины; лисий, лисье, лисья, лисьи) и винительном падежах (дядин / дядиного, дядино, дядину, дядины / дядиных; лисий / лисьего, лисье, лисью, лисьи / лисьих).
Краткие (предикативные) формы прилагательных образуются от полных (атрибутивных) форм (хотя исторически краткие формы первичны) заменой адъективных окончаний окончаниями, совпадающими с флексиями существительных I и II склонения: белый — бел, бела, бело, белы. Прилагательные большой и маленький образуют краткие формы от супплетивных основ — велик и мал. Краткие формы имеют не все качественные прилагательные, в то же время ряд прилагательных не имеют полных форм — только краткие: рад, горазд, должен, маловат, радёхонек, одинёшенек'.
Формы сравнительной степени (компаратив) образуются в основном с помощью суффиксов:
- -ее / -ей: умный — умнее / умней, добрый — добрее / добрей;
- -е: большой — больше, часто в данных формах отмечается чередование согласных перед суффиксом (крепкий — крепче), иногда отмечаются случаи отсечения согласной -к-, -н- или группы -ок- основы прилагательного (редкий — реже, поздний — позже, широкий — шире);
- -ше: в единичных словоформах типа старый — старше.

Прилагательный малый и маленький, хороший и плохой образуют формы сравнительной степени от супплетивных основ: меньше, лучше, хуже.
Формы превосходной степени (суперлатив) образуются с помощью суффикса -ейш- (после заднеязычных согласных, чередующихся с шипящими — -айш-): добрый — добрейший, сладкий — сладчайший. Существуют также формы превосходной степени, образуемые с помощью префикса -наи: больший — наибольший.
Форма сравнительной степени является неизменяемой, прилагательные превосходной (как и положительной) степени характеризуются категориями рода, числа и падежа. Значения сравнительной и превосходной степени могут выражаться также аналитическими формами: красивый — более красивый — самый красивый (наиболее (наименее) красивый).

### Числительное
В отличие от остальных знаменательных частей речи русского языка у числительного (как и у местоимения) различительные признаки частей речи представлены менее чётко. Так, порядковые числительные по морфологическим и синтаксическим признакам не имеют отличий от прилагательных, объединяются с количественными только семантикой и тем, что формально являются производными от количественных числительных и входят в структуру составных наименований. Морфологические и синтаксические особенности присущи лишь количественным числительным: изменяемость только по падежам (кроме слов один, два, оба, полтора) и различие синтаксических связей с существительным в разных падежных формах.
В широком понимании, базирующемся на семантике, числительное включает три разряда: количественные (два, пять, двадцать, пятьдесят), собирательные (оба, двое, пятеро) и порядковые (первый, пятый, двадцатый). В узком понимании, рассматривающем морфологические особенности и синтаксические функции, в состав данной части речи включаются только количественные и собирательные числительные.
Количественные числительные по структуре разделяют на простые (два, три, десять, сорок), сложные (пятьдесят, двести, триста, пятьсот) и составные (тридцать девять, двести семьдесят пять). К составным иногда относят дробные числительные: одна вторая, семь восьмых, но чаще их рассматривают, как свободные сочетания количественных числительных с субстантивированными порядковыми. Числительные полтора и полтораста относят к простым количественным числительным. Слова тысяча, миллион, миллиард, триллион и т. п. по своим грамматическим свойствам относятся к категории имён существительных.
Единственное из числительных, изменяющееся по родам, числам и падежам — один:
| Падеж        | Падеж        | Единственное число | Единственное число | Единственное число | Множественное число |
| Падеж        | Падеж        | Мужской род        | Средний род        | Женский род        | Множественное число |
| ------------ | ------------ | ------------------ | ------------------ | ------------------ | ------------------- |
| Именительный | Именительный | один               | одно               | одна               | одни                |
| Родительный  | Родительный  | одного             | одного             | одной              | одних               |
| Дательный    | Дательный    | одному             | одному             | одной              | одним               |
| Винительный  | неодуш.      | один               | одно               | одну               | одни                |
| Винительный  | одуш.        | одного             | одно               | одну               | одних               |
| Творительный | Творительный | одним              | одним              | одной, -ою         | одними              |
| Предложный   | Предложный   | (об) одном         | (об) одном         | (об) одной         | (об) одних          |

Склонение всех остальных количественных числительных представлено несколькими типами:
- склонение числительных два, три, четыре;
- склонение числительных от пяти до десяти и числительных на -дцать (одиннадцать, двенадцать и т. д.) и -десят (пятьдесят, шестьдесят и т. д.);
- склонение числительных двести, триста, четыреста и всех числительных на -сот;
- склонение числительных сорок, девяносто, сто и числительных полтора и полтораста;
- склонение числительных оба, трое, четверо, немного, много, столько, сколько, несколько.

Склонение количественных существительных два и полтора, а также собирательного числительного оба, изменяющихся по родам и числам:
| Падеж        | Падеж        | Мужской и средний род                | Женский род                          |
| ------------ | ------------ | ------------------------------------ | ------------------------------------ |
| Именительный | Именительный | два / оба / полтора                  | две / обе / полторы                  |
| Родительный  | Родительный  | двух / обоих / полутора              | двух / обеих / полутора              |
| Дательный    | Дательный    | двум / обоим / полутора              | двум / обеим / полутора              |
| Винительный  | неодуш.      | два / оба / полтора                  | две / обе / полторы                  |
| Винительный  | одуш.        | двух / обоих                         | двух / обеих                         |
| Творительный | Творительный | двумя / обоими / полутора            | двумя / обеими / полутора            |
| Предложный   | Предложный   | (о) двух / (об) обоих / (о) полутора | (о) двух / (об) обеих / (о) полутора |

Склонение остальных количественных числительных:
| Падеж        | Падеж        | три / четыре           | пять / десять         | на -дцать        | на -десят      | сорок / сто          | двести / триста             | на -сот      | полтораста      |
| ------------ | ------------ | ---------------------- | --------------------- | ---------------- | -------------- | -------------------- | --------------------------- | ------------ | --------------- |
| Именительный | Именительный | три / четыре           | пять / десять         | одиннадцать      | пятьдесят      | сорок / сто          | двести / триста             | пятьсот      | полтораста      |
| Родительный  | Родительный  | трёх / четырёх         | пяти / десяти         | одиннадцати      | пятидесяти     | сорока / ста         | двухсот / трёхсот           | пятисот      | полутораста     |
| Дательный    | Дательный    | трём / четырём         | пяти / десяти         | одиннадцати      | пятидесяти     | сорока / ста         | двумстам / трёмстам         | пятистам     | полутораста     |
| Винительный  | неодуш.      | три / четыре           | пять / десять         | одиннадцать      | пятьдесят      | сорок / сто          | двести / триста             | пятьсот      | полтораста      |
| Винительный  | одуш.        | трёх / четырёх         | пять / десять         | одиннадцать      | пятьдесят      | сорок / сто          | двести / триста             | пятьсот      | полтораста      |
| Творительный | Творительный | тремя / четырьмя       | пятью / десятью       | одиннадцатью     | пятьюдесятью   | сорока / ста         | двумястами / тремястами     | пятьюстами   | полутораста     |
| Предложный   | Предложный   | (о) трёх / (о) четырёх | (о) пяти / (о) десяти | (об) одиннадцати | (о) пятидесяти | (о) сорока / (о) ста | (о) двухстах / (о) трёхстах | (о) пятистах | (о) полутораста |

Порядковые числительные склоняются так же, как и прилагательные (третий — как прилагательное лисий, все остальные — как белый или молодой). В составных порядковых числительных (типа тысяча девятьсот семьдесят четвёртый) склоняется только последнее слово. В составных количественных числительных при склонении изменяется каждое слово.
Собирательные числительные оба, двое, трое, четверо и т. д., а также неопределённо-количественные числительные много, немного, сколько-то образуют формы косвенных падежей по адъективному типу склонения прилагательных.

### Местоимение
Так же, как и границы числительного, границы местоимения как отдельной части речи являются менее определёнными. Так называемые местоимения-существительные (я, ты, он, себя, кто, что и другие) по морфологическим и синтаксическим признакам близки именам существительным. Так называемые местоименные прилагательные (какой, чей, который, тот, весь, сам и другие) не имеют отличий от имён прилагательных, местоименные числительные (столько, несколько и другие) — от количественных числительных, местоименные наречия (где, куда, когда, там, потому и другие) — от наречий. Больше всего оснований для выделения в отдельную часть речи имеют местоимения-существительные, обладающие по характеру морфологических свойств особой спецификой: изменение только по падежам, кроме слова он; наличие особых флексий; у некоторых слов — падежный супплетивизм.
Местоименные слова в русском языке могут быть изменяемыми (я, кто, какой, чей, весь) и неизменяемыми (здесь, сейчас, почему, зачем, когда, где). Изменяемые местоимения при этом морфологически разнородны:
одна часть их характеризуется только категорией падежа (сколько), другая — категорией падежа, рода и одушевлённости / неодушевлённости (кто, что), третья — категориями рода, числа, падежа (какой, всякий) и т. п.
По семантическим основаниям выделяют следующие разряды местоименных слов:
- личные местоимения, выражающие субъект-лицо: я, ты, он / она / оно, мы, вы, они[61], притяжательные, выражающие категорию принадлежности (помимо существительных в форме родительного падежа и суффиксальных прилагательных) — мой, твой, свой, наш, ваш, чей, его, её, их и местоименные наречия — по-моему, по-вашему[62][63];
- возвратные местоимения: себя[64] и взаимно-возвратное: друг друга[65], а также возвратные местоименные слова — свой, по-своему;
- вопросительно-относительные местоимения: кто, что, какой, который, чей и т. д.[66][67], включая местоименные наречия — где, куда, откуда, зачем и т. д.[68];
- указательные местоимения: этот, это, тот, такой и т. д., включая местоименные наречия — там, здесь, тут[69][68];
- определительные местоимения: весь, каждый, другой, включая выделительные — сам и самый;
- отрицательные местоимения, используемые для выражения отрицания: никто, нигде, никуда, ниоткуда, нечего, некого, неоткуда) используются для выражения отрицания[70][71];
- неопределённые местоимения, выражающие категорию неопределённости: кто-то, кто-нибудь, столько-то, сколько-нибудь, нечто, кое-что, что-нибудь, какой-то, какой-либо, некий, чей-нибудь, где-то, кое-где, куда-то, когда-либо, некогда и т. д.[70];

Большинство местоименных прилагательных (весь, никакой, ничей, другой, всякий, самый и т. п.) склоняется по адъективному типу (по образцу прилагательных); местоименные числительные (сколько, столько-то, нисколько) склоняются как собирательные числительные и слово много; особенности в склонении присущи только местоимениям субстантивного типа и отчасти местоименным прилагательным.
Склонение личных (первого и второго лиц) и возвратного местоимений-существительных:
| Падеж        | Единственное число | Единственное число | Множественное число | Множественное число | Возвратное |
| Падеж        | 1-е лицо           | 2-е лицо           | 1-е лицо            | 2-е лицо            | Возвратное |
| ------------ | ------------------ | ------------------ | ------------------- | ------------------- | ---------- |
| Именительный | я                  | ты                 | мы                  | вы                  | —          |
| Родительный  | меня               | тебя               | нас                 | вас                 | себя       |
| Дательный    | мне                | тебе               | нам                 | вам                 | себе       |
| Винительный  | меня               | тебя               | нас                 | вас                 | себя       |
| Творительный | мной, -ою          | тобой, -ою         | нами                | вами                | собой, -ою |
| Предложный   | (обо) мне          | (о) тебе           | (о) нас             | (о) вас             | (о) себе   |

Склонение личных местоимений-существительных третьего лица:
| Падеж        | Единственное число | Единственное число | Единственное число | Множественное число |
| Падеж        | Мужской род        | Средний род        | Женский род        | Множественное число |
| ------------ | ------------------ | ------------------ | ------------------ | ------------------- |
| Именительный | он                 | оно                | она                | они                 |
| Родительный  | его                | его                | её                 | их                  |
| Дательный    | ему                | ему                | ей                 | им                  |
| Винительный  | его                | его                | её                 | их                  |
| Творительный | им                 | им                 | ей (ею)            | ими                 |
| Предложный   | (о) нём            | (о) нём            | (о) ней            | (о) них             |

Склонение указательных местоименных прилагательных:
| Падеж        | Единственное число | Единственное число | Единственное число | Множественное число |
| Падеж        | Мужской род        | Средний род        | Женский род        | Множественное число |
| ------------ | ------------------ | ------------------ | ------------------ | ------------------- |
| Именительный | тот                | то                 | та                 | те                  |
| Родительный  | того               | того               | той                | тех                 |
| Дательный    | тому               | тому               | той                | тем                 |
| Винительный  | тот, того          | то                 | ту                 | те, тех             |
| Творительный | тем                | тем                | той (тою)          | теми                |
| Предложный   | (о) том            | (о) том            | (о) той            | (о) тех             |

Помимо местоимения себя не имеют форм именительного падежа местоимения некого, нечего и друг друга.
Слово весь (форма родительного падежа — всего) склоняется как слово тот.
Притяжательные местоимения мой, твой, свой, чей склоняются как прилагательное лисий; местоимения наш, ваш, этот, сам — как числительное один. Притяжательные местоимения его, её и их, омонимичные формам родительного падежа местоимения он, не склоняются.
В косвенных падежах префиксальных местоимений и слова друг друга с предлогами предлог ставится после префикса: не с кем, ни от кого, друг с другом.

### Глагол
Глагол выражает процесс (действие, состояние), он характеризуется такими категориями, как вид, залог, наклонение, время, лицо, число, род (в прошедшем времени и сослагательном наклонении). В предложении глагол выполняет формальную синтаксическую функцию сказуемого.

#### Инфинитив
Исходная (неопределённая) форма глагольной парадигмы — инфинитив, по своим синтаксическим функциям сходный с именем существительным, обладает только категориями вида и залога. Называет действие или состояние безотносительно к моменту речи, действительности и лицу. Является неспрягаемой формой глагола. Показатель инфинитива — суффикс -ть: чита-ть, пе-ть, жи-ть и т. п. Небольшая группа глаголов имеет суффикс -ти: нес-ти, вез-ти, грес-ти и т. п. У глаголов с основой на заднеязычные согласные г, к в форме настоящего и будущего простого времени суффикс инфинитива принимает форму -чь: мо-чь, бере-чь, пе-чь. Данный суффикс возник на месте древних сочетаний кт, гт (*пек-ти, *мог-ти), что объясняет появление в основе глагольной парадигмы согласных г, к.

#### Возвратная форма
Возвратные глаголы образуются при помощи постфикса -ся, их основные значения:
- собственно возвратное (действие производится субъектом, который является одновременно и объектом действия): умываться, одеваться;
- взаимно-возвратное (действие совершается несколькими субъектами, каждый из которых является одновременно и объектом действия): целоваться, ссориться;
- безобъектно-возвратное (действие или состояние характерно для данного субъекта, является его свойством): крапива жжётся, посуда бьётся, собака кусается;
- общевозвратное (действие совершается в самом субъекте, глаголы обозначают психическое или физическое состояние субъекта): радоваться, торопиться, сердиться;
- косвенно-возвратное (действие совершается субъектом для себя, в своих интересах): прибираться, запастись;
- безличное: хочется, (не) лежится, работается.

Некоторые возвратные глаголы не имеют соотносительных глаголов без постфикса -ся: бояться, смеяться, нравиться, гордиться, стараться, нездоровиться, смеркаться и т. д. Возвратные глаголы могут быть образованы с помощью префиксов и постфикса -ся и обозначать направление действия в пространстве: разбрестись, сбежаться; переход субъекта действия в какое-нибудь состояние: доработаться, заслушаться, изнервничаться, отлежаться; протекание интенсивного действия во времени: разгореться, отбегаться и т. д. Все глаголы с постфиксом -ся (как страдательного, так и действительного залога) являются непереходными.

#### Переходные и непереходные глаголы
Выделяются особые разряды переходных и непереходных глаголов. Действие первых направлено на объект, выраженный словом в винительном (реже — родительном) падеже без предлога: писать письмо, встретить друга, оплатить проезд, ждать поезда. Все остальные глаголы — непереходные. Непереходность может быть выражена формально — с помощью постфикса -ся, а также суффиксов -е- (белеть), -нича- (столярничать), -ствова- (учительствовать), некоторых префиксов (завоевать, перехитрить). Переходность может быть выражена с помощью некоторых префиксов: завоевать, перехитрить, проспать, перебежать и т. п.
Прямое дополнение переходных глаголов выражается формой родительного падежа в случае:
- отрицания при переходном глаголе: не купил хлеба, не увидеть машины;
- наличия при переходном глаголе вещественного существительного со значением «часть вещества»: выпить молока;
- при глаголах достижения, лишения, желания: достичь цели, лишить удовольствия, желать счастья и т .д.

#### Безличные и личные глаголы
Ряд глаголов, не сочетающихся с именительным падежом подлежащего и выражающих процесс без действующего лица или предмета, называют безличными (холодает, следует, недостаёт). Они принимают форму инфинитива (знобить, хотеться); 3-го лица единственного числа настоящего или будущего времени (знобит, будет знобить; хочется, будет хотеться); среднего рода единственного числа прошедшего времени и сослагательного наклонения (знобило, если бы знобило; хотелось, если бы хотелось).
Безличные глаголы часто образуются от личных глаголов при помощи постфикса -ся: Я работаю — Мне (не) работается, Он спит — Ему (не) спится. Формы таких безличных глаголов чаще всего обозначают:
- состояние, явление природы или физическое или психическое состояние живого существа: светает, вьюжит, стемнеет, лихорадит, знобит; хочется, вздумается, дремлется, (не) лежится, нездоровится, взгрустнулось;
- долженствование: следует, подобает, надлежит;
- наличие или отсутствие чего-либо: (не) хватает, недостаёт.

Все прочие глаголы относятся к разряду личных.

#### Вид
Различают два вида, выражающих целостность / нецелостность, внутренний предел действия: совершенный, ограниченный каким-либо пределом (выучить, нарисовать) и несовершенный, обозначающий ничем не ограниченные действия (учить, рисовать). Видовые значения оформляются в основном с помощью приставок и суффиксов: заговорить — говорить, допеть — петь, нарисовать — рисовать, толкнуть — толкать и т. п. Значительная часть глаголов формирует видовые пары: делать — сделать, говорить — сказать. При этом глаголы совершенного вида образуются от глаголов несовершенного вида при помощи префиксации (лечить — вылечить), глаголы несовершенного вида образуются от глаголов совершенного вида с помощью суффиксации (дать — давать). Также образование видовых пар может происходить супплетивно или при помощи переноса ударения: брать — взять, отре́зать — отреза́ть. Значения обоих видов выражают двувидовые глаголы: женить, казнить, велеть и т. д.

#### Залог
Для глагола в русском языке характерны две формы залога: действительный (актив) и страдательный (пассив). Активная конструкция предложения с объектом в форме винительного падежа (Рабочие строят дом) противопоставлена пассивной конструкции с субъектом в форме творительного падежа (Дом строится рабочими). Значение страдательного залога выражается при помощи таких средств, как:
- формы страдательных причастий настоящего или прошедшего времени;
- глаголы с постфиксом -ся в пассивной конструкции, мотивированными глаголами действительного залога без -ся.

Значение действительного залога специально никакими средствами не выражается.

#### Спряжение
Глаголы в русском языке спрягаются (изменяются) по лицам, наклонениям и временам, а в прошедшем времени и сослагательном наклонении в единственном числе — по родам. В зависимости от системы флексий в личных формах единственного и множественного числа настоящего и будущего времени делят на два спряжения — первое (I) и второе (II).

##### Словоизменительные классы и группы
В русском языке выделяют пять продуктивных словоизменительных классов глаголов и ряд непродуктивных групп в зависимости от:
- принадлежности глагола к I или II спряжению;
- по характеру соотношения основ прошедшего и настоящего времени;
- по характеру образования формы инфинитива.

Пять продуктивных классов глаголов постоянно пополняются — только к ним относятся все новые глаголы, которые заимствуются из других языков или образуются от русских основ с помощью словообразовательных суффиксов. Непродуктивные группы могут пополняться лишь за счёт приставок и постфиксов.
Продуктивные классы:
- 1 класс (I спряжение): чита-ла — чита/j-у/т, гуля-ла — гуля/j-у/т (а — а/j/); чита-ть, гуля-ть (а + ть);
- 2 класс (I спряжение): владе-ла — владе/j-у/т (е — е/j/); владе-ть (е + ть);
- 3 класс (I спряжение): рисова-ла — рису/j-у/т (ова — у/j/); рисова-ть (ова + ть);
- 4 класс (I спряжение): толкну-ла — толкн-ут (ну — н); толкну-ть (ну + ть);
- 5 класс (II спряжение): ходи-ла — ход-ят, суши-ла — суш-ат (и — ø); ходи-ть, суши-ть (и + ть).

Классификации непродуктивных групп могут быть различными, к данным группам относят глаголы, относящиеся к I спряжению: жда-ла — жд-ут (а— ø); жда-ть (а + ть); коло-ла — кол-ют (о — ø); коло-ть (о + ть); ме-ла — мет-ут (гласная — гласная + т / д); мес-ти (гласная + сти / сть); рос-ла — раст-ут, уч-ла — учт-ут (согласная — согласная + т); рас-ти, учес-ть (согласная + ти или гласная + сть); мёрз-ла — мёрзн-ут (согласная — согласная + н); мёрзну-ть (согласная + ну + ть); сты-ла — стын-ут (гласная — гласная + н); стыну-ть (гласная + ну + ть); жа-ла — жм-ут, заня-ла — займ-ут (а — н или м); жа-ть, заня-ть (а + ть); мы-ла — мо/j-у/т (любая гласная, кроме а — гласная + /j/); мы-ть (гласная + ть); дава-ла — да/j-у/т (ва — /j/); дава-ть (ва + ть); пек-ла — пек-ут, жг-ла — жг-ут (к — к или г — г, основы совпадают); пе-чь, же-чь (ø + чь); нес-ла — нес-ут, грыз-ла — грыз-ут (с — с или з — з, основы совпадают); нес-ти, грыз-ть (с, з + ти / ть); греб-ла — греб-ут, ушиб-ла — ушиб-ут (б — б, основы совпадают); гре-сти, ушиби-ть (ø + сти или /б’/ + и + ть); тёр-ла — тр-ут (р — р); тере-ть (/р’/ + е + ть), а также глаголы других групп.
Ряд глаголов не входит ни в один из классов и ни в одну из групп, к таким изолированным глаголам относятся глаголы: так называемые разноспрягаемые — бежать, хотеть и чтить; имеющие особые, отличные от обоих спряжений, окончания — дать, есть, создать, надоесть; имеющие супплетивные основы — идти (ш-ла — ид-ут); а также глаголы быть, забыть и другие.

##### Наклонение
В русском языке выделяют три наклонения: изъявительное, повелительное и сослагательное. Изъявительное наклонение обозначает действие, происходящее в настоящем, прошедшем или будущем: читаю, читал, буду читать, почитаю, почитал и т. д. Повелительное наклонение выражает побуждение. Различают формы 2-го лица единственного числа (читай, давай читать, почитай) и множественного числа (читайте, давайте читать, почитайте) и так называемые «формы совместного действия»: (давайте) почитаем.
Повелительное наклонение может быть выражено также при помощи частиц пусть (пускай) или да: Пусть он читает; Да будет мир!. Формы сослагательного наклонения (читал бы, читали бы и т. д.) выражают предположительность или возможность действия.
Формы сослагательного наклонения образуются аналитически при помощи частицы бы (б), дополняющей форму глагола на -л-, тождественную форме прошедшего времени: сделал бы ты, ты бы сделал.
Формы 2-го лица повелительного наклонения в единственном числе образуются при помощи окончания -и или нулевой флексии, во множественном числе дополнительно присоединяется постфикс -те. Формы совместного действия совпадает с формой 1-го лица множественного числа настоящего времени или же с формой 1-го лица множественного числа будущего времени: споём, будем петь. Возможно образование данных форм также сочетанием частицы давай с инфинитивом глагола или с формой 1-го лица множественного числа будущего времени, а также присоединением постфикса -те: давай споём, давай будем петь, споёмте, будемте петь.
Формы глаголов сослагательного наклонения:
| Единственное число | Единственное число | Единственное число | Множественное число |
| мужской род        | средний род        | женский род        | Множественное число |
| ------------------ | ------------------ | ------------------ | ------------------- |
| читал бы           | читало бы          | читала бы          | читали бы           |

Формы глаголов повелительного наклонения 2-го лица:
| Единственное число | Единственное число | Множественное число | Множественное число   |
| флексия -ø         | флексия -/и/       | флексия -ø + -/т’е/ | флексия -/и/ + -/т’е/ |
| ------------------ | ------------------ | ------------------- | --------------------- |
| читай, встань      | ходи, садись       | читайте, встаньте   | ходите, садитесь      |

##### Время
Категория времени характерна для глаголов изъявительного наклонения.
В современном русском языке различаются формы настоящего времени (глаголов несовершенного вида), прошедшего времени (глаголов несовершенного и совершенного вида), будущего сложного (глаголов несовершенного вида) и будущего простого (глаголов совершенного вида).
Спряжение глаголов настоящего времени (несовершенного вида) и будущего простого времени (совершенного вида):
| Лицо     | I спряжение                   | I спряжение                   | II спряжение    | II спряжение    |
| Лицо     | ед. число                     | мн. число                     | ед. число       | мн. число       |
| -------- | ----------------------------- | ----------------------------- | --------------- | --------------- |
| 1-е лицо | несу, чита/j-у/ (читаю)       | несём, чита/j-е/м (читаем)    | кричу, горю     | кричим, горим   |
| 2-е лицо | несёшь, чита/j-е/шь (читаешь) | несёте, чита/j-е/те (читаете) | кричишь, горишь | кричите, горите |
| 3-е лицо | несёт, чита/j-е/т (читает)    | несут, чита/j-у/т (читают)    | кричит, горит   | кричат, горят   |

Кроме того, в русском языке отмечаются остатки атематического спряжения (дать, создать, есть и надоесть) и разноспрягаемые глаголы (хотеть, бежать и чтить):
| Лицо     | Единственное число | Единственное число | Единственное число | Единственное число | Единственное число | Множественное число | Множественное число | Множественное число | Множественное число | Множественное число |
| -------- | ------------------ | ------------------ | ------------------ | ------------------ | ------------------ | ------------------- | ------------------- | ------------------- | ------------------- | ------------------- |
| 1-е лицо | дам                | ем                 | хочу               | бегу               | чту                | дадим               | едим                | хотим               | бежим               | чтим                |
| 2-е лицо | дашь               | ешь                | хочешь             | бежишь             | чтишь              | дадите              | едите               | хотите              | бежите              | чтите               |
| 3-е лицо | даст               | ест                | хочет              | бежит              | чтит               | дадут               | едят                | хотят               | бегут               | чтут / чтят         |

Формы настоящего времени глагола быть в русском языке утрачены, кроме формы 3-го лица единственного числа есть и редко употребляемой книжной формы 3-го лица множественного числа суть. Полная система личных форм этого глагола (буду, будешь, будет; будем, будете, будут) представляет синтетические формы будущего времени.
Спряжение глаголов будущего времени, образуемых аналитическим способом путём соединения личных форм глагола быть с инфинитивом основного глагола:
| Лицо     | Единственное число            | Множественное число           |
| -------- | ----------------------------- | ----------------------------- |
| 1-е лицо | буду читать / буду ходить     | будем читать / будем ходить   |
| 2-е лицо | будешь читать / будешь ходить | будете читать / будете ходить |
| 3-е лицо | будет читать / будет ходить   | будут читать / будут ходить   |

Формы глаголов настоящего времени образуются прибавлением к основе прошедшего времени суффикса -л- и родового или числового окончания (исключение составляют глаголы с основой на согласную — привык, стерёг, вёз, рос и т. п.):
| Единственное число | Единственное число | Единственное число | Множественное число |
| мужской род        | средний род        | женский род        | Множественное число |
| ------------------ | ------------------ | ------------------ | ------------------- |
| читал              | читало             | читала             | читали              |

#### Причастия и деепричастие
К так называемым атрибутивным формам глагола относят причастия и деепричастие. Для причастий свойственны признаки глагола и имени прилагательного. Как глагольная форма причастие обладает категориями вида, времени, залога, возвратности / невозвратности, прочие категории и признаки причастия (склонение, род, согласование с именем существительным по роду, числу и падежу, роль согласованного определения в предложении) сближают его с прилагательным. Страдательные причастия, помимо полных, имеют и краткие формы, подобные кратким прилагательным: сыгранный — сыгран, покинутый — покинут. Для деепричастия свойственны признаки глагола (категории вида, возвратности / невозвратности) и наречия (отсутствие словоизменения, выполнение функции обстоятельства, синтаксическая связь с другими словами при помощи примыкания).
Причастия и деепричастие обозначают дополнительное, сопровождающее действие при основном действии, выраженном глаголом-сказуемым. Они выступают в роли полупредикативных членов предложения, формирующих обособленные его части (причастный и деепричастный обороты).
Выделяют четыре формы причастий — причастия действительного и страдательного залога, настоящего и прошедшего времени: читающий, читавший, читаемый, читанный. Деепричастия глаголов несовершенного вида имеют формы типа читая, будучи (с суффиксами -а, -учи), совершенного вида — типа прочитав, замёрзши, рассмеявшись (с суффиксами -в (-вши), -ши).
Действительные причастия настоящего времени образуются путём добавления к основе настоящего времени глаголов I спряжения суффиксального морфа -ущ-, глаголов II спряжения — морфа -ащ-: несут — нес-ущ-ий, кричат — крич-ащ-ий.
Действительные причастия прошедшего времени образуются присоединением суффикса -вш- или -ш- к основе прошедшего времени: читал — чита-вш-ий, вёз — вёз-ш-ий.
Страдательные причастия настоящего времени образуются присоединением к основе настоящего времени глаголов I спряжения суффиксального морфа -ом- (на письме -ем- и -ом-), глаголов II спряжения — морфа -им-: читают — чита/j-о/м-ый (читаемый), ведут — вед-ом-ый, любят — люб-им-ый.
Страдательные причастия прошедшего времени образуются присоединением к основе прошедшего времени или настоящего времени суффиксов -нн- / -енн- или -т-: прочитал — прочита-нн-ый, испёк — испеч-ённ-ый, расколол — расколотый.

#### Основы форм глагола
Формы глагола образуются от двух основ:
- от основы прошедшего времени (чаще всего совпадающей с основой инфинитива) — спрягаемые формы прошедшего времени (чита-л), действительные причастия прошедшего времени (чита-вший), страдательные причастия прошедшего времени на -анный и -тый (прочита-нный, отмы-тый), деепричастия на -в(ши) (прочита-в, свари-вши);
- от основы настоящего времени — спрягаемые формы настоящего и простого будущего времени (чита/j-у/, свар-ю), повелительного наклонения (читай), причастия настоящего времени (чита/j-у/щий, чита/j-е/мый), страдательные причастия прошедшего времени на -енный (свар-енный), деепричастия на -а (-я) (чита/j-а/).

### Наречие
Наречие называет признак признака или признак предмета. В первом случае наречие выступает в предложении в формально-синтаксической функции обстоятельства, распространяющего предложение в целом (До́ма — радость) или примыкающего к глаголу, прилагательному или другому наречию. Во втором случае наречие играет роль несогласованного определения (дорога домой) или же некоординируемого сказуемого (Отец — до́ма). К особому типу наречий относятся предикативные наречия с функцией главного члена однокомпонентных безличных предложений типа Ему весело. Наречия не обладают грамматическими категориями имён или глагола, за исключением качественных наречий с суффиксом -о, которые могут иметь, как и прилагательные, форму сравнительной степени наряду с основной положительной формой: Крепко — крепче, Мне грустно — ему ещё грустнее. Наиболее продуктивно образование от прилагательных суффиксальным или префиксально-суффиксальным способами: умело, кричаще, по-лисьи, по-фронтовому. С точки зрения семантики наречия выполняют в предложении роль атрибута или квалификатора, предикативные наречия обозначают предикативный признак.
Выделяют наречия способа и образа действия, меры и степени (количественные наречия), причины, цели, места, времени, предикативные наречия, наречия во вводных функциях, местоименные наречия.

### Предлог
Предлог — служебная часть речи, выражающая отношения имён существительных или иных слов в функции существительного к синтаксически подчинённым словам.
Служебная функция предлогов осуществляется совместно с падежной флексией, она обусловлена правилами использования с теми или иными падежами. Одна часть предлогов может употребляться только с одним падежом (к — с дательным; между — с творительным; у, около — с родительным), другая часть может использоваться в сочетании с двумя или тремя падежами (с, на, о — с винительным и предложным; по — с дательным, винительным и предложным).
По формальному строению предлоги разделяют на первообразные и непервообразные, простые и составные. Первообразные включают генетически исконные предлоги, унаследованные русским языком из праславянского лексического фонда (для, за, из, между, на), непервообразные предлоги соотносительны со словоформами именных и глагольных парадигм (ввиду, во имя, сверх, включая). Простые, или однословные предлоги состоят из одного слова — в (во), на, по, под (подо); составные, или неоднословные предлоги представляют собой аналитические образования типа в зависимости, в отличие, во избежание.

### Союз
Союз — служебная часть речи, выражающая связь между частями сложного предложения, между отдельными предложениями в тексте, иногда между членами простого предложения.
В русском языке выделяют одиночные и повторяющиеся союзы. Наряду с исконными простейшими союзами сформированы разного рода новообразования: на основе знаменательных и дейктических слов (в зависимости от того, что; в результате того, что; несмотря на то, что и т. п.) и на основе предлогов в сочетании с дейктическими словами (до того, как; вроде того, как; вследствие того, что и т. п.).
По числу позиций, занимаемых союзом в предложении выделяют одноместные и неодноместные союзы. Первые размещаются между связуемыми частями текста или позиционно примыкают к одной из них (и, но, зато, тем не менее, когда); компоненты вторых располагаются в каждой части соединяемой конструкции (или — или, как — так и, не только — но и).
Союзы указывают на синтаксический характер связи между связуемыми единицами, в зависимости от этого различают сочинительные (и, а, или, но, да) и подчинительные союзы (что, когда, если). По морфологическому строению выделяют простые и составные союзы.

### Частица
Частица — служебная часть речи, служащая, для образования аналитических форм слова и для выражения синтаксических и модальных значений предложения.
По строению частицы разделяют на первообразные и непервообразные, на простые и составные. В составных выделяют расчленяемые и нерасчленяемые, а также частицы-фразеологизмы.
В зависимости от выполняемых функций различают следующие разряды частиц: формообразующие (бы, пусть, да), отрицательные (не, ни), вопросительные (а, ли, неужели, разве), характеризующие действие по протеканию во времени, по полноте осуществления или по результативности (было, бывает, чуть (было) не, только что не), модальные (и, ведь, вон), частицы — утверждающие или отрицающие реплики диалога.

### Междометие
Междометие представляет собой отдельную группу слов, выполняющих функцию выражения эмоциональных и эмоционально-волевых реакций на какие-либо события действительности. Синтаксическое значения междометия — эквивалент высказывания или модальный компонент предложения.
По составу междометия делятся на производные и непроизводные (ах, ох, увы, ой, браво, ура), утратившие знаменательность (батюшки, страсть, господи, дудки). В число междометий нередко включаются также звукоподражательные слова: мяу, ква-ква, хм, брр.

## Словообразование
К основным способам словообразования в русском языке относят префиксацию, суффиксацию, постфиксацию, субстантивацию, сложение, сращение и неморфемное усечение, или усечение по аббревиатурному принципу, а также различные комбинации перечисленных способов. Наиболее продуктивным способом является суффиксация.

## История изучения
Существенный вклад в исследования морфологии русского языка внесли Ф. Ф. Фортунатов, Н. Н. Дурново, Д. Н. Ушаков, М. Н. Петерсон, Г. О. Винокур, Л. В. Щерба, В. В. Виноградов, В. Н. Сидоров, П. С. Кузнецов, А. А. Реформатский, А. И. Смирницкий, Ю. С. Маслов, Г. А. Климов, Н. Д. Арутюнова, Е. С. Кубрякова, М. В. Панов, А. А. Зализняк и многие другие лингвисты.